# 勝利冰原島峰
68°45′S 64°22′W / 68.750°S 64.367°W
勝利冰原島峰是南極洲的冰原島峰，位於葛拉漢地的鮑曼海岸，海拔高度360米，處於凱冰原島峰東南面15公里，根據美國的探險隊在1935年11月23日空中照片被繪入地圖。